# Ołeksandr Ławrynowycz
Ołeksandr Wołodymyrowycz Ławrynowycz, ukr. Олександр Володимирович Лавринович (ur. 28 czerwca 1956 w Owruczu) – ukraiński polityk i nauczyciel akademicki, minister sprawiedliwości w latach 2002–2005, 2006–2007 oraz 2010–2013, parlamentarzysta.

## Życiorys
W 1978 ukończył studia z zakresu fizyki na Uniwersytecie Kijowskim. W latach 90. został absolwentem prawoznawstwa Narodowej Akademii Prawniczej Ukrainy. Pracował w Akademii Nauk Ukraińskiej SRR, wykładał na Politechnice Kijowskiej. Przez dwa lata przebywał na stażach w USA.
W 1989 przystąpił do Ludowego Ruchu Ukrainy. W 1994 i 1998 z rekomendacji tej partii uzyskiwał mandat posła do Rady Najwyższej. W 2001 powołano go na stanowisko wiceministra sprawiedliwości, a rok później ponownie wybrano parlamentarzystą (z ramienia Naszej Ukrainy).
Wkrótce przeszedł na stronę rządową, obejmując stanowisko ministra sprawiedliwości w rządzie Wiktora Janukowycza, które zajmował w latach 2002–2005. Po odwołaniu do 2006 pracował w biznesie, w tym samym roku przez kilka miesięcy był zastępcą ministra bez teki, a w listopadzie został ponownie ministrem sprawiedliwości. Pełnił tę funkcję do grudnia 2007. W tym samym roku kolejny raz wszedł do parlamentu, tym razem z ramienia Partii Regionów. W 2008 został pierwszym wiceprzewodniczącym Rady Najwyższej. 12 listopada 2008, po dymisji marszałka Arsenija Jaceniuka, pełnił przez cztery tygodnie obowiązki przewodniczącego Rady.
W marcu 2010 po raz kolejny został ministrem sprawiedliwości w gabinecie Mykoły Azarowa. W 2012 również został wybrany do Rady Najwyższej. Utrzymał stanowisko rządowe w drugim rządzie tego premiera (od grudnia 2012), zajmując je do lipca 2013.

## Odznaczenia
- Order Księcia Jarosława Mądrego V klasy[1]
- Order „Za zasługi” klasy I[2], II[3] i III[4]